# In Concert: A Benefit for the Crossroads Centre at Antigua
In Concert: A Benefit for the Crossroads Centre at Antigua ist eine Live-DVD und -VHS des britischen Rockmusikers Eric Clapton, die im New Yorker Madison Square Garden aufgenommen wurden und am 26. Oktober 1999 unter den Labels Warner Brothers sowie WEA erschienen. Bei dem Benefizkonzert kamen die Ticketerlöse dem von Clapton gegründeten Crossroads Centre auf der karibischen Insel Antigua zugute.

## Titelliste
1. Driftin’
2. Hoochie Coochie Man – Eric Clapton
3. River of Tears – Eric Clapton
4. Going Down Slow – Eric Clapton mit David Sanborn
5. My Favorite Mistake – Eric Clapton mit Sheryl Crow
6. Difficult Kind – Sheryl Crow
7. Little Wing – Eric Clapton mit Sheryl Crow, David Sanborn
8. Do Right Woman – Eric Clapton mit Mary J. Blige
9. Be Happy / You Bring Me Joy (Medley) – Eric Clapton mit Mary J. Blige
10. Not Gon’ Cry – Eric Clapton mit Mary J. Blige
11. Tears In Heaven – Eric Clapton
12. Change the World – Eric Clapton mit David Sanborn
13. Old Love – Eric Clapton
14. Badge – Eric Clapton mit David Sanborn
15. Wonderful Tonight – Eric Clapton
16. Layla – Eric Clapton mit David Sanborn
17. Don’t Think Twice, It’s All Right – Eric Clapton mit Bob Dylan
18. It’s Not Dark Yet – Eric Clapton mit Bob Dylan
19. Crossroads – Eric Clapton mit Bob Dylan
20. Sunshine of Your Love – Eric Clapton

## Rezeption
Die Filmdatenbank IMDb bewertete die Aufnahme mit 7,1 von 10 Sternen. Die Musik-Website Allmusic rezensierte das Werk mit 3 von möglichen 5 Sternen und fügte hinzu, dass es vielleicht nicht Claptons bestes Live-Videoaufnahme sei, doch Extras hat und Hardcore-Clapton-Fans Vergnügung bereitet.

## Auszeichnungen für Musikverkäufe
| Land/Region                  | Auszeichnungen für Musikverkäufe (Land/Region, Auszeichnung, Verkäufe) | Verkäufe |
| ---------------------------- | ---------------------------------------------------------------------- | -------- |
| Australien (ARIA)            | Platin                                                                 | 15.000   |
| Brasilien (PMB)              | Gold                                                                   | 50.000   |
| Vereinigte Staaten (RIAA)    | Platin                                                                 | 100.000  |
| Vereinigtes Königreich (BPI) | Gold                                                                   | 25.000   |
| Insgesamt                    | 2× Gold · 2× Platin ·                                                  | 190.000  |

Hauptartikel: Eric Clapton/Auszeichnungen für Musikverkäufe